# 徳光の「地球時代です」!
『徳光の「地球時代です」!』（とくみつのちきゅうじだいです）は、1991年10月から1992年3月まで日本テレビ系列局（一部を除く）で放送されていた日本テレビ製作の教養番組である。放送時間は毎週日曜 11:00 - 11:30 （日本標準時）。

## 概要
環境問題をテーマにした番組で、司会の徳光和夫らが毎回エコロジーなどの環境問題に関する話題を取り上げ、ゲストとのトークを交えながらそれらを解説していた。第1回のゲストは登山家の今井通子。
この番組が放送されていた日曜11:00枠は、前身番組『小朝の地球時代』が日曜9:00枠から移動してきて以来続く日本テレビと日本シネセル（現・CNインターボイス）の共同製作、日本広報センター（JIC）協力の番組枠である。そのため、番組のラストでは政府広報（総理府）のCMがヒッチハイクとして流れていた。スポンサーは民間企業数社で、主に小松製作所系列の小松フォークリフトが『あすの世界と日本』時代から長く務めていた。
1992年3月をもって番組は終了。日曜9:00枠時代からの『小朝の地球時代』と合わせて2年続いた地球時代シリーズは幕を降ろした。

## 出演者
- 徳光和夫（元日本テレビアナウンサー）
- 笛吹雅子（当時日本テレビアナウンサー）

## エンディングテーマ
- 地球のうた（番組オリジナルソング、歌：シモンズ）

## 放送局に関する補足
- 青森朝日放送の開局によって1991年10月に日本テレビ系フルネット局になった青森放送、山形放送、福井放送のように、系列局であってもこの番組を放送しない局があった。ただ、これらの局も『あすの世界と日本』と『小朝の地球時代』については放送していたことがある。
- 福島中央テレビは当時この時間帯に県政番組『こんにちはふくしま』を編成しており、本番組を4時間先行ネットで日曜 7:00 - 7:30 に放送していた。

| 日本テレビ系列 日曜11:00枠                   | 日本テレビ系列 日曜11:00枠                         | 日本テレビ系列 日曜11:00枠                                                          |
| 前番組                                       | 番組名                                             | 次番組                                                                              |
| -------------------------------------------- | -------------------------------------------------- | ----------------------------------------------------------------------------------- |
| 小朝の地球時代 （1991年4月 - 1991年9月29日） | 徳光の「地球時代です」! （1991年10月 - 1992年3月） | キン肉マン キン肉星王位争奪編 （1992年4月5日 - 1992年9月27日） ※日曜10:30枠から移動 |